# Ctenitis oreocharis
Ctenitis oreocharis là một loài dương xỉ trong họ Dryopteridaceae. Loài này được Bueno & R.M.Senna mô tả khoa học đầu tiên năm 1992.
Danh pháp khoa học của loài này chưa được làm sáng tỏ. 